# Gorinchem vasútállomás
Gorinchem vasútállomás vasútállomás Hollandiában, Gorinchem városában.

## Vasútvonalak
Az állomást az alábbi vasútvonalak érintik:
- Elst-Dordrecht-vasútvonal
- MerwedeLingelijn

## Kapcsolódó állomások
A vasútállomáshoz az alábbi állomások vannak a legközelebb:
- Boven Hardinxveld railway station (nyugat)
- Arkel vasútállomás (északkelet)